# 沖縄住民の国政参加特別措置法
沖縄住民の国政参加特別措置法（おきなわじゅうみんのこくせいさんかとくべつそちほう、昭和45年5月7日法律第49号）は、日本国民たる沖縄住民の意思をわが国のあらゆる施策に反映させるため、沖縄住民の選挙した代表者が国会議員として国会における国政の審議に参加するための特別の措置に関する法律で、公職選挙法に対する特別法である。1970年（昭和45年）5月7日に公布された。

## 概要
沖縄復帰が間近に迫り、沖縄住民の意見を取り入れるべく、復帰に先立っての国政参加選挙が実現した。
しかし当時は日本の施政権が及ばないため、公職選挙法（昭和25年法律第100号）は適用することができず、立法院より沖縄住民の国政参加特別措置法に基づく衆議院議員及び参議院議員選挙法（1970年立法第98号）が制定され、それに基づいて議員が選出された。
沖縄の復帰に伴う関係法令の改廃に関する法律の施行（琉球諸島及び大東諸島に関する日本国とアメリカ合衆国との間の協定が発効した1972年5月15日）に施行）より廃止された。